# Virginia Slims Championships 1987
Il Virginia Slims Championships 1987 è stato un torneo di tennis femminile che si è giocato al Madison Square Garden di New York negli USA dal 16 al 22 novembre su campi in sintetico indoor. È stata la 16ª edizione del torneo di fine anno di singolare, la 12a del torneo di doppio.

## Campionesse

### Singolare
Steffi Graf ha battuto in finale  Gabriela Sabatini con il punteggio di 4–6, 6–4, 6–0, 6–4

### Doppio
Martina Navrátilová  /  Pam Shriver hanno battuto in finale  Claudia Kohde Kilsch /  Helena Suková con il punteggio di 6–1, 6–1